# Giải bóng đá chuyên nghiệp Vô địch Quốc gia 2003
Giải bóng đá chuyên nghiệp Vô địch Quốc gia 2003, tên gọi chính thức là Giải bóng đá chuyên nghiệp Vô địch Quốc gia Sting 2003 hay Sting V-League 2003 vì lý do tài trợ, là mùa giải thứ 20 của Giải bóng đá Vô địch Quốc gia và là mùa giải chuyên nghiệp thứ ba của V-League. Giải diễn ra từ ngày 19 tháng 1 đến 22 tháng 6 năm 2003 với 12 câu lạc bộ tham dự. Mùa giải này, Pepsi trở thành nhà tài trợ tên giải còn Kinh Đô trở thành nhà tài trợ chính thức. Các đội bóng thi đấu vòng tròn 2 lượt tính điểm, hai đội xếp cuối sẽ xuống thi đấu tại giải hạng Nhất.

## Thay đổi trong mùa giải

### Thay đổi đội bóng
| Thăng hạng từ giải Hạng Nhất 2001–02 - Gạch Đồng Tâm Long An - Đồng Tháp - Hoàng Anh Gia Lai - LG-ACB | Xuống hạng đến giải Hạng Nhất 2003 - Thừa Thiên Huế - Công an Hải Phòng |

### Giải thưởng
Đội vô địch mùa giải này sẽ nhận được tiền thưởng trị giá 500 triệu đồng, bằng một nửa so với mùa giải trước. Đội về nhì nhận được 250 triệu và đội hạng ba nhận được 150 triệu đồng.
Ngoài ra, các giải thưởng hàng tháng dành cho cầu thủ, đội bóng, huấn luyện viên xuất sắc nhất và bàn thắng đẹp nhất đã bị loại bỏ, và được thay thế bằng các giải thưởng cho cầu thủ trẻ xuất sắc nhất và đội bóng ghi nhiều bàn thắng nhất trong các trận đấu của tháng. Cơ cấu tiền thưởng cho các giải này như sau:
- Cầu thủ trẻ hay nhất tháng: 10 triệu đồng
- Đội ghi nhiều bàn thắng nhất tháng: 15 triệu đồng

## Các đội bóng

### Sân vận động
| Đội bóng              | Địa điểm                       | Sân vận động | Sức chứa |
| --------------------- | ------------------------------ | ------------ | -------- |
| Bình Định             | Quy Nhơn, Bình Định            | Quy Nhơn     | 20.000   |
| Cảng Sài Gòn          | Quận 10, Thành phố Hồ Chí Minh | Thống Nhất   | 22.000   |
| Đà Nẵng               | Hải Châu, Đà Nẵng              | Chi Lăng     | 30.000   |
| Đồng Tháp             | Cao Lãnh, Đồng Tháp            | Cao Lãnh     | 25.000   |
| Gạch Đồng Tâm Long An | Tân An, Long An                | Long An      | 20.000   |
| Hàng không Việt Nam   | Đống Đa, Hà Nội                | Hàng Đẫy     | 22.000   |
| Hoàng Anh Gia Lai     | Pleiku, Gia Lai                | Pleiku       | 15.000   |
| LG ACB Hà Nội         | Đống Đa, Hà Nội                | Hàng Đẫy     | 22.000   |
| Nam Định              | Thành phố Nam Định, Nam Định   | Chùa Cuối    | 30.000   |
| Ngân hàng Đông Á      | Quận 10, Thành phố Hồ Chí Minh | Thống Nhất   | 25.000   |
| Sông Lam Nghệ An      | Vinh, Nghệ An                  | Vinh         | 20.000   |
| Thể Công              | Đống Đa, Hà Nội                | Hàng Đẫy     | 22.000   |

### Nhân sự, nhà tài trợ và áo đấu
| Câu lạc bộ            | Huấn luyện viên     | Đội trưởng         | Nhà sản xuất áo đấu | Nhà tài trợ chính (trên áo đấu) |
| --------------------- | ------------------- | ------------------ | ------------------- | ------------------------------- |
| Bình Định             | Dương Ngọc Hùng     |                    | N/A                 | Không                           |
| Cảng Sài Gòn          | Phạm Huỳnh Tam Lang |                    |                     | Samsung                         |
| Đà Nẵng               | Trần Vũ             |                    |                     | Biere Larue                     |
| Đồng Tháp             | Phạm Anh Tuấn       |                    | N/A                 | Samsung                         |
| Gạch Đồng Tâm Long An | Henrique Calisto    |                    |                     | Gạch Đồng Tâm                   |
| Hàng không Việt Nam   | Vương Tiến Dũng     |                    | Grand Sport         | Halida                          |
| Hoàng Anh Gia Lai     | Arjhan Songamsuk    | Kiatisuk Senamuang | N/A                 | Samsung Hoàng Anh Gia Lai       |
| LG ACB Hà Nội         | Lê Khắc Chính       |                    |                     | LG                              |
| Nam Định              | Bùi Hữu Nam         | Nguyễn Văn Sỹ      | Adidas              | Thép Việt - Ý                   |
| Ngân hàng Đông Á      | Francesco Vital     |                    |                     | Kinh Đô                         |
| Sông Lam Nghệ An      | Nguyễn Hồng Thanh   |                    |                     | Samsung Strata                  |
| Thể Công              | Branko Radovic      |                    |                     | Viettel                         |

### Thay đổi huấn luyện viên
| Đội bóng          | Huấn luyện viên đi | Ngày rời đi | Vị trí xếp hạng | Huấn luyện viên đến  | Ngày đến | Ghi chú |
| ----------------- | ------------------ | ----------- | --------------- | -------------------- | -------- | ------- |
| Hoàng Anh Gia Lai | Huỳnh Văn Ảnh      |             |                 | Arjhan Srong-ngamsub |          | [ 7 ]   |

### Cầu thủ nước ngoài
Thể Công là đội duy nhất trong số 12 đội tham dự không sử dụng ngoai binh. In đậm cho biết tên cầu thủ đã được đăng ký chuyển nhượng giữa mùa.
| Câu lạc bộ            | Cầu thủ 1               | Cầu thủ 2          | Cầu thủ 3              | Cầu thủ 4          | Cầu thủ dự bị             | Cầu thủ cũ             |
| --------------------- | ----------------------- | ------------------ | ---------------------- | ------------------ | ------------------------- | ---------------------- |
| Hàng không Việt Nam   | Lepavko Vycheslav       | Umed Khabibulloyev | Orlov Alexei           | Kosse Volodymyr    | Andrei Afnasiev           |                        |
| Nam Định              | Emeka Achilefu          | Theophilus Esele   | Abdula Wasiu Saliu     | Yorkin Nazarov     |                           | Sunday Samuel Ilevbare |
| Hoàng Anh Gia Lai     | Chukiat Noosarung       | Sakda Joemdee      | Dusit Chalermsan       | Kiatisuk Senamuang |                           |                        |
| Đà Nẵng               | Musisi Majid Mukiibi    | Iddi Batambuze     | Lulenti Kyeyune        | Fred Tamale        | Nuro Amiro                | Wysocki Mariuz         |
| Cảng Sài Gòn          | Kurnosov Pavel          | Sakhnevich Eduard  | Bakare Adewunmi Ganiyu | Abdul Latif Seriki |                           | Ito Dan                |
| Đồng Tháp             | Diachenko Yevgen        | Gnatenko Oleksandr | Balenko Oleksandr      | Klimenko Yuri      |                           |                        |
| LG ACB Hà Nội         | Teger Istvan            | Lazar Matyas       | Takacs Lajos           | Kovacsics Karoly   |                           |                        |
| Sông Lam Nghệ An      | Julien Nsengiyumva      | Mohammed           | Olaide                 | Akuneto            |                           | Kyobe Simon Peter      |
| Bình Định             | Issawa Singthong        | Sandro Nogueira    | Pipat Thonkanya        | William Jadot      |                           |                        |
| Ngân hàng Đông Á      | Anthony Kankam          | Ebenezer Abbey     | Alfredo Gonzalez       | Kyobe Livingstone  |                           |                        |
| Gạch Đồng Tâm Long An | Ronald Martin Katsigazi | Robson Siveira     | Samuel Chebli          | Fabio dos Santos   | Arthur.W. Da Silva Junior | Tonka Primus           |

### Đội hình
Mỗi câu lạc bộ được đăng ký 25 cầu thủ, trong đó có tối đa 4 cầu thủ nước ngoài. Trong mỗi trận đấu, các đội chỉ được phép sử dụng tối đa 3 cầu thủ nước ngoài cùng lúc trên sân.

## Bảng xếp hạng
| VT | Đội                   | ST | T  | H | B  | BT | BB | HS  | Đ  | Giành quyền tham dự hoặc xuống hạng         |
| -- | --------------------- | -- | -- | - | -- | -- | -- | --- | -- | ------------------------------------------- |
| 1  | Hoàng Anh Gia Lai (C) | 22 | 12 | 7 | 3  | 41 | 26 | +15 | 43 | Lọt vào vòng bảng AFC Champions League 2004 |
| 2  | Gạch Đồng Tâm Long An | 22 | 11 | 7 | 4  | 34 | 17 | +17 | 40 |                                             |
| 3  | Nam Định              | 22 | 10 | 6 | 6  | 22 | 19 | +3  | 36 |                                             |
| 4  | Bình Định             | 22 | 10 | 5 | 7  | 27 | 21 | +6  | 35 | Lọt vào vòng bảng AFC Champions League 2004 |
| 5  | Sông Lam Nghệ An      | 22 | 9  | 5 | 8  | 25 | 16 | +9  | 32 |                                             |
| 6  | Delta Đồng Tháp       | 22 | 8  | 6 | 8  | 28 | 28 | 0   | 30 |                                             |
| 7  | Thể Công              | 22 | 9  | 5 | 8  | 28 | 27 | +1  | 29 |                                             |
| 8  | Hàng không Việt Nam   | 22 | 8  | 5 | 9  | 23 | 25 | −2  | 29 |                                             |
| 9  | Ngân hàng Đông Á      | 22 | 7  | 7 | 8  | 23 | 25 | −2  | 28 |                                             |
| 10 | Đà Nẵng               | 22 | 8  | 3 | 11 | 24 | 29 | −5  | 27 |                                             |
| 11 | Cảng Sài Gòn (R)      | 22 | 4  | 7 | 11 | 26 | 41 | −15 | 19 | Xuống hạng Nhất Quốc gia 2004               |
| 12 | LG ACB (R)            | 22 | 2  | 5 | 15 | 22 | 49 | −27 | 11 | Xuống hạng Nhất Quốc gia 2004               |

1. ↑  Bình Định tham dự vòng bảng AFC Champions League 2004 với tư cách là nhà vô địch Cúp Quốc gia 2003.
2. ↑  Thể Công bị trừ 3 điểm do có biểu hiện thi đấu thiếu nghiêm túc trong trận gặp Cảng Sài Gòn vào ngày 8 tháng 6.
3. 1 2  Kết quả đối đầu: Thể Công 1–0 Hàng không Việt Nam, Hàng không Việt Nam 0–2 Thể Công.

## Lịch thi đấu và kết quả

### Lịch thi đấu
| Trận                | Trận | Trận                | Lượt về | Lượt về    | Lượt về    |
| ------------------- | ---- | ------------------- | ------- | ---------- | ---------- |
| Đội                 |      | Đội                 | Tỷ số   | Sân        | Ngày       |
| Hàng không Việt Nam | -    | LG.ACB              | 0-0     | Hàng Đẫy   | 19 tháng 4 |
| Nam Định            | -    | Thể Công            | 0-0     | Hàng Đẫy   | 19 tháng 4 |
| Hoàng Anh Gia Lai   | -    | Sông Lam Nghệ An    | 0-0     | Vinh       | 19 tháng 4 |
| Đà Nẵng             | -    | Bình Định           | 0-2     | Quy Nhơn   | 19 tháng 4 |
| Cảng Sài Gòn        | -    | Ngân hàng Đông Á    | 1-0     | Thống Nhất | 19 tháng 4 |
| Đồng Tháp           | -    | Long An             | 0-2     | Long An    | 19 tháng 4 |
| LG.ACB              | -    | Nam Định            | 0-2     | Chùa Cuối  | 27 tháng 4 |
| Thể Công            | -    | Hàng không Việt Nam | 2-0     | Hàng Đẫy   | 27 tháng 4 |
| Sông Lam Nghệ An    | -    | Đà Nẵng             | 0-1     | Chi Lăng   | 27 tháng 4 |
| Bình Định           | -    | Hoàng Anh Gia Lai   | 3-3     | Pleiku     | 27 tháng 4 |
| Ngân hàng Đông Á    | -    | Đồng Tháp           | 1-2     | Cao Lãnh   | 27 tháng 4 |
| Long An             | -    | Cảng Sài Gòn        | 3-3     | Thống Nhất | 27 tháng 4 |
| Hàng không Việt Nam | -    | Nam Định            | 0-1     | Chùa Cuối  | 4 tháng 5  |
| Thể Công            | -    | LG-ACB              | 3-0     | Hàng Đẫy   | 4 tháng 5  |
| Sông Lam Nghệ An    | -    | Bình Định           | 0-1     | Quy Nhơn   | 4 tháng 5  |
| Đà Nẵng             | -    | Hoàng Anh Gia Lai   | 0-2     | Pleiku     | 4 tháng 5  |
| Ngân hàng Đông Á    | -    | Long An             | 1-1     | Long An    | 4 tháng 5  |
| Đồng Tháp           | -    | Cảng Sài Gòn        | 3-1     | Thống Nhất | 4 tháng 5  |
| Bình Định           | -    | Thể Công            | 0-2     | Hàng Đẫy   | 9 tháng 5  |
| Cảng Sài Gòn        | -    | Đà Nẵng             | 1-4     | Chi Lăng   | 9 tháng 5  |
| Hoàng Anh Gia Lai   | -    | Hàng không Việt Nam | 2-1     | Hàng Đẫy   | 10 tháng 5 |
| LG-ACB              | -    | Ngân hàng Đông Á    | 3-3     | Thống Nhất | 10 tháng 5 |
| Nam Định            | -    | Đồng Tháp           | 1-2     | Cao Lãnh   | 10 tháng 5 |
| Long An             | -    | Sông Lam Nghệ An    | 3-1     | Vinh       | 10 tháng 5 |
| Hoàng Anh Gia Lai   | -    | Thể Công            | 2-1     | Hàng Đẫy   | 14 tháng 5 |
| Bình Định           | -    | Hàng không Việt Nam | 1-0     | Hàng Đẫy   | 13 tháng 5 |
| LG-ACB              | -    | Đồng Tháp           | 1-2     | Cao Lãnh   | 14 tháng 5 |
| Nam Định            | -    | Ngân hàng Đông Á    | 1-1     | Thống Nhất | 14 tháng 5 |
| Long An             | -    | Đà Nẵng             | 0-0     | Chi Lăng   | 14 tháng 5 |
| Cảng Sài Gòn        | -    | Sông Lam Nghệ An    | 0-0     | Vinh       | 14 tháng 5 |
| Thể Công            | -    | Ngân hàng Đông Á    | 1-0     | Thống Nhất | 18 tháng 5 |
| Hàng không Việt Nam | -    | Đồng Tháp           | 1-0     | Cao Lãnh   | 18 tháng 5 |
| Sông Lam Nghệ An    | -    | LG-ACB              | 3-0     | Hàng Đẫy   | 18 tháng 5 |
| Đà Nẵng             | -    | Nam Định            | 0-2     | Chùa Cuối  | 18 tháng 5 |
| Long An             | -    | Bình Định           | 0-0     | Quy Nhơn   | 18 tháng 5 |
| Cảng Sài Gòn        | -    | Hoàng Anh Gia Lai   | 1-2     | Pleiku     | 18 tháng 5 |
| Đồng Tháp           | -    | Thể Công            | 2-2     | Hàng Đẫy   | 24 tháng 5 |
| Ngân hàng Đông Á    | -    | Hàng không Việt Nam | 1-2     | Hàng Đẫy   | 25 tháng 5 |
| LG-ACB              | -    | Đà Nẵng             | 1-4     | Chi Lăng   | 25 tháng 5 |
| Nam Định            | -    | Sông Lam Nghệ An    | 1-1     | Vinh       | 25 tháng 5 |
| Bình Định           | -    | Cảng Sài Gòn        | 2-0     | Thống Nhất | 25 tháng 5 |
| Hoàng Anh Gia Lai   | -    | Long An             | 3-1     | Long An    | 25 tháng 5 |
| Đà Nẵng             | -    | Hàng không Việt Nam | 1-3     | Hàng Đẫy   | 31 tháng 5 |
| Ngân hàng Đông Á    | -    | Bình Định           | 1-1     | Quy Nhơn   | 1 tháng 6  |
| Đồng Tháp           | -    | Hoàng Anh Gia Lai   | 2-2     | Pleiku     | 1 tháng 6  |
| Sông Lam Nghệ An    | -    | Thể Công            | 1-2     | Hàng Đẫy   | 1 tháng 6  |
| LG-ACB              | -    | Long An             | 1-2     | Long An    | 1 tháng 6  |
| Nam Định            | -    | Cảng Sài Gòn        | 3-2     | Thống Nhất | 1 tháng 6  |
| Cảng Sài Gòn        | -    | Thể Công            | 1-0 (1) | Hàng Đẫy   | 7 tháng 6  |
| Long An             | -    | Hàng không Việt Nam | 2-1     | Hàng Đẫy   | 8 tháng 6  |
| Nam Định            | -    | Bình Định           | 0-1     | Quy Nhơn   | 8 tháng 6  |
| LG-ACB              | -    | Hoàng Anh Gia Lai   | 0-3     | Pleiku     | 8 tháng 6  |
| Đà Nẵng             | -    | Ngân hàng Đông Á    | 0-1     | Thống Nhất | 8 tháng 6  |
| Sông Lam Nghệ An    | -    | Đồng Tháp           | 0-2     | Cao Lãnh   | 8 tháng 6  |
| Hàng không Việt Nam | -    | Sông Lam Nghệ An    | 0-0     | Vinh       | 15 tháng 6 |
| Hoàng Anh Gia Lai   | -    | Ngân hàng Đông Á    | 0-0     | Thống Nhất | 15 tháng 6 |
| Bình Định           | -    | Đồng Tháp           | 2-1     | Cao Lãnh   | 15 tháng 6 |
| Thể Công            | -    | Đà Nẵng             | 1-1     | Chi Lăng   | 15 tháng 6 |
| Cảng Sài Gòn        | -    | LG-ACB              | 2-3     | Hàng Đẫy   | 15 tháng 6 |
| Long An             | -    | Nam Định            | 0-1     | Chùa Cuối  | 15 tháng 6 |
| Thể Công            | -    | Long An             | 2-6     | Long An    | 22 tháng 6 |
| Bình Định           | -    | LG-ACB              | 4-1     | Hàng Đẫy   | 22 tháng 6 |
| Hàng không Việt Nam | -    | Cảng Sài Gòn        | 4-1     | Thống Nhất | 22 tháng 6 |
| Hoàng Anh Gia Lai   | -    | Nam Định            | 2-3     | Chùa Cuối  | 22 tháng 6 |
| Ngân hàng Đông Á    | -    | Sông Lam Nghệ An    | 0-2     | Vinh       | 22 tháng 6 |
| Đồng Tháp           | -    | Đà Nẵng             | 2-3     | Chi Lăng   | 22 tháng 6 |

### Kết quả chi tiết

#### Vòng 1
| 19 tháng 1 năm 2003 | Hàng không Việt Nam                           | 1–0                     | LG-ACB | Đống Đa, Hà Nội                             |  |
| 15:00               | Quốc Hưng 19' · Quốc Khánh 24' · Anh Dũng 24' | Chi tiết Chi tiết (VFF) |        | Sân vận động: Hà Nội Trọng tài: Võ Minh Trí |  |

| 19 tháng 1 năm 2003 | Nam Định      | 1–0                     | Thể Công | Thành phố Nam Định, Nam Định |  |
| 15:00               | Trọng Lộc 90' | Chi tiết Chi tiết (VFF) |          | Sân vận động: Chùa Cuối      |  |

| 19 tháng 1 năm 2003 | Hoàng Anh Gia Lai       | 2–1                     | Sông Lam Nghệ An | Pleiku, Gia Lai                             |  |
| 15:00               | Sakda 72' · Dusit 90+1' | Chi tiết Chi tiết (VFF) | Julien 61'       | Sân vận động: Pleiku Lượng khán giả: 10.000 |  |

| 19 tháng 1 năm 2003 | Đà Nẵng      | 1–0                     | Bình Định | Hải Châu, Đà Nẵng      |  |
| 17:00               | Bảo Hùng 71' | Chi tiết Chi tiết (VFF) |           | Sân vận động: Chi Lăng |  |

| 19 tháng 1 năm 2003 | Cảng Sài Gòn         | 1–2                     | Ngân hàng Đông Á   | Quận 10, TP.HCM          |  |
| 15:00               | Quan Huy 88' (ph.đ.) | Chi tiết Chi tiết (VFF) | Huỳnh Đức 25', 31' | Sân vận động: Thống Nhất |  |

| 19 tháng 1 năm 2003 | Đồng Tháp | 0–2                     | Gạch Đồng Tâm Long An      | Cao Lãnh, Đồng Tháp    |  |
| 15:00               |           | Chi tiết Chi tiết (VFF) | Santos 3' · Bạch Thuận 58' | Sân vận động: Cao Lãnh |  |

#### Vòng 2
| 25 tháng 1 năm 2003 | LG-ACB | 0–0                     | Nam Định | Đống Đa, Hà Nội      |  |
| 15:00               |        | Chi tiết Chi tiết (VFF) |          | Sân vận động: Hà Nội |  |

| 26 tháng 1 năm 2003 | Thể Công                     | 1–0                     | Hàng không Việt Nam | Đống Đa, Hà Nội      |  |
| 15:00               | Quốc Trung 72' (ph.đ.) 90+1' | Chi tiết Chi tiết (VFF) |                     | Sân vận động: Hà Nội |  |

| 26 tháng 1 năm 2003 | Sông Lam Nghệ An | 1–0                     | Đà Nẵng | Vinh, Nghệ An      |  |
| 15:00               | Văn Quyến 54'    | Chi tiết Chi tiết (VFF) |         | Sân vận động: Vinh |  |

| 26 tháng 1 năm 2003 | Bình Định | 1–1                     | Hoàng Anh Gia Lai | Quy Nhơn, Bình Định                           |  |
| 15:00               | Pipat 86' | Chi tiết Chi tiết (VFF) | Kiatisak 62'      | Sân vận động: Quy Nhơn Lượng khán giả: 15.000 |  |

| 26 tháng 1 năm 2003 | Ngân hàng Đông Á                   | 2–1                     | Đồng Tháp     | Quận 10, TP.HCM                                      |  |
| 15:00               | Kankam 74' · Thanh Nhạc 82' (l.n.) | Chi tiết Chi tiết (VFF) | Diachenko 10' | Sân vận động: Thống Nhất Trọng tài: Lương Trung Việt |  |

| 26 tháng 1 năm 2003 | Gạch Đồng Tâm Long An | 0–0                     | Cảng Sài Gòn | Tân An, Long An       |  |
| 15:00               |                       | Chi tiết Chi tiết (VFF) |              | Sân vận động: Long An |  |

#### Vòng 3
| 15 tháng 2 năm 2003 | Hàng không Việt Nam            | 2–2                     | Nam Định          | Đống Đa, Hà Nội      |  |
| 17:00               | Minh Hiếu 63' · Huỳnh Điệp 79' | Chi tiết Chi tiết (VFF) | Achilefu 38', 56' | Sân vận động: Hà Nội |  |

| 16 tháng 2 năm 2003 | Thể Công                                                       | 4–1                     | LG-ACB       | Đống Đa, Hà Nội      |  |
| 15:00               | Bảo Khanh 18' · Việt Hoàng 25' · Phương Nam 76' · Tuấn Phi 89' | Chi tiết Chi tiết (VFF) | Phúc Lâm 35' | Sân vận động: Hà Nội |  |

| 16 tháng 2 năm 2003 | Sông Lam Nghệ An | 1–0                     | Bình Định | Vinh, Nghệ An      |  |
| 15:00               | Lâm Tấn 16'      | Chi tiết Chi tiết (VFF) |           | Sân vận động: Vinh |  |

| 16 tháng 2 năm 2003 | Đà Nẵng      | 1–2                     | Hoàng Anh Gia Lai           | Hải Châu, Đà Nẵng                            |  |
| 17:00               | Musisi 90+7' | Chi tiết Chi tiết (VFF) | Phi Hùng 17' · Kiatisak 19' | Sân vận động: Chi Lăng Lượng khán giả: 8.000 |  |

| 16 tháng 2 năm 2003 | Ngân hàng Đông Á | 1–0                     | Gạch Đồng Tâm Long An | Quận 10, TP.HCM          |  |
| 15:00               | Ngọc Thọ 52'     | Chi tiết Chi tiết (VFF) |                       | Sân vận động: Thống Nhất |  |

| 16 tháng 2 năm 2003 | Đồng Tháp | 0–0                     | Cảng Sài Gòn | Cao Lãnh, Đồng Tháp    |  |
| 15:00               |           | Chi tiết Chi tiết (VFF) |              | Sân vận động: Cao Lãnh |  |

#### Vòng 4
| 21 tháng 2 năm 2003 | Bình Định                         | 4–0                     | Thể Công | Quy Nhơn, Bình Định                           |  |
| 15:00               | Pipat 16', 31', 65' · Văn Tâm 76' | Chi tiết Chi tiết (VFF) |          | Sân vận động: Quy Nhơn Lượng khán giả: 16.000 |  |

| 22 tháng 2 năm 2003 | Hoàng Anh Gia Lai                      | 3–0                     | Hàng không Việt Nam | Pleiku, Gia Lai      |  |
| 15:00               | Phi Hùng 52' · Sỹ Hùng 73' · Dusit 86' | Chi tiết Chi tiết (VFF) |                     | Sân vận động: Pleiku |  |

| 22 tháng 2 năm 2003 | LG-ACB       | 1–2                     | Ngân hàng Đông Á             | Đống Đa, Hà Nội      |  |
| 17:00               | Phúc Lâm 66' | Chi tiết Chi tiết (VFF) | Huỳnh Đức 37' · Gonzalez 77' | Sân vận động: Hà Nội |  |

| 22 tháng 2 năm 2003 | Nam Định | 0–1                     | Đồng Tháp     | Thành phố Nam Định, Nam Định |  |
|                     |          | Chi tiết Chi tiết (VFF) | Văn Nghĩa 61' | Sân vận động: Chùa Cuối      |  |

| 22 tháng 2 năm 2003 | Gạch Đồng Tâm Long An | 0–0                     | Sông Lam Nghệ An | Tân An, Long An       |  |
|                     | Bạch Thuận 39' 65'    | Chi tiết Chi tiết (VFF) |                  | Sân vận động: Long An |  |

| 22 tháng 2 năm 2003 | Cảng Sài Gòn                                | 4–2                     | Đà Nẵng                 | Quận 10, TP.HCM          |  |
|                     | Văn Lợi 5', 44' · Hồng Sơn 20' · Eduara 75' | Chi tiết Chi tiết (VFF) | Lulenti 8' · Musisi 13' | Sân vận động: Thống Nhất |  |

#### Vòng 5
| 25 tháng 2 năm 2003 | Hoàng Anh Gia Lai | 1–0      | Thể Công | Pleiku, Gia Lai                             |  |
| 15:00               | Trung Tuấn 90+2'  | Chi tiết |          | Sân vận động: Pleiku Lượng khán giả: 10.000 |  |

| 26 tháng 2 năm 2003 | Bình Định | 1–2      | Hàng không Việt Nam                          | Quy Nhơn, Bình Định                                                   |  |
|                     | Pipat 79' | Chi tiết | Thanh Châu 12' · Minh Hiếu 76' · Trung Phong | Sân vận động: Quy Nhơn Lượng khán giả: 10.000 Trọng tài: Từ Minh Đăng |  |

| 26 tháng 2 năm 2003 | LG-ACB   | 2–2      | Đồng Tháp         | Đống Đa, Hà Nội      |  |
| 17:00               | Phúc Lâm | Chi tiết | Văn Hùng 87', 90' | Sân vận động: Hà Nội |  |

| 26 tháng 2 năm 2003 | Nam Định             | 1–0      | Ngân hàng Đông Á | Thành phố Nam Định, Nam Định |  |
| 15:00               | Achilefu 56' (ph.đ.) | Chi tiết |                  | Sân vận động: Chùa Cuối      |  |

| 26 tháng 2 năm 2003 | Gạch Đồng Tâm Long An | 2–0      | Đà Nẵng | Tân An, Long An       |  |
| 15:00               | Thanh Xuân 80', 90'   | Chi tiết |         | Sân vận động: Long An |  |

| 26 tháng 2 năm 2003 | Cảng Sài Gòn | 0–4      | Sông Lam Nghệ An                                          | Quận 10, TP.HCM                                  |  |
| 15:00               |              | Chi tiết | Văn Quyến 6' (ph.đ.), 45' · Quang Trường 50' · Julien 86' | Sân vận động: Thống Nhất Trọng tài: Bùi Huy Tùng |  |

#### Vòng 6
| 1 tháng 3 năm 2003 | Thể Công | 0–1                     | Ngân hàng Đông Á       | Đống Đa, Hà Nội      |  |
| 15:00              |          | Chi tiết Chi tiết (VFF) | Hoàng Hùng 82' (ph.đ.) | Sân vận động: Hà Nội |  |

| 2 tháng 3 năm 2003 | Hàng không Việt Nam | 0–0                     | Đồng Tháp | Đống Đa, Hà Nội      |  |
|                    |                     | Chi tiết Chi tiết (VFF) |           | Sân vận động: Hà Nội |  |

| 2 tháng 3 năm 2003 | Sông Lam Nghệ An                | 3–1                     | LG-ACB      | Vinh, Nghệ An      |  |
|                    | Văn Quyến 36' · Julien 73', 78' | Chi tiết Chi tiết (VFF) | Hải Nam 87' | Sân vận động: Vinh |  |

| 2 tháng 3 năm 2003 | Đà Nẵng   | 1–0                     | Nam Định | Hải Châu, Đà Nẵng      |  |
|                    | Musisi 6' | Chi tiết Chi tiết (VFF) |          | Sân vận động: Chi Lăng |  |

| 2 tháng 3 năm 2003 | Gạch Đồng Tâm Long An                         | 3–0                     | Bình Định | Tân An, Long An       |  |
|                    | Thanh Xuân 44' · Bạch Thuận 76' · Bảo Tâm 79' | Chi tiết Chi tiết (VFF) |           | Sân vận động: Long An |  |

| 2 tháng 3 năm 2003 | Cảng Sài Gòn | 1–1                     | Hoàng Anh Gia Lai | Quận 10, TP.HCM          |  |
|                    | Hồng Sơn 55' | Chi tiết Chi tiết (VFF) | Phi Hùng 35'      | Sân vận động: Thống Nhất |  |

#### Vòng 7
| 9 tháng 3 năm 2003 | Đồng Tháp    | 0–1                     | Thể Công     | Cao Lãnh, Đồng Tháp    |  |
| 15:00              | Văn Ngân 45' | Chi tiết Chi tiết (VFF) | Tuấn Phi 90' | Sân vận động: Cao Lãnh |  |

| 9 tháng 3 năm 2003 | Ngân hàng Đông Á | 1–2                     | Hàng không Việt Nam             | Quận 10, TP.HCM          |  |
| 15:00              | Hiền Vinh 58'    | Chi tiết Chi tiết (VFF) | Trung Phong 47' · Minh Hiếu 79' | Sân vận động: Thống Nhất |  |

| 9 tháng 3 năm 2003 | LG-ACB       | 1–1                     | Đà Nẵng  | Đống Đa, Hà Nội      |  |
| 17:00              | Anh Tuấn 69' | Chi tiết Chi tiết (VFF) | Fred 46' | Sân vận động: Hà Nội |  |

| 9 tháng 3 năm 2003 | Nam Định     | 1–0                     | Sông Lam Nghệ An | Thành phố Nam Định, Nam Định |  |
| 15:00              | Achilefu 45' | Chi tiết Chi tiết (VFF) |                  | Sân vận động: Chùa Cuối      |  |

| 9 tháng 3 năm 2003 | Bình Định                   | 2–1                     | Cảng Sài Gòn         | Quy Nhơn, Bình Định    |  |
| 15:00              | Pipat 47' · Thanh Phong 79' | Chi tiết Chi tiết (VFF) | Quan Huy 88' (ph.đ.) | Sân vận động: Quy Nhơn |  |

| 9 tháng 3 năm 2003 | Hoàng Anh Gia Lai | 0–1                     | Gạch Đồng Tâm Long An | Pleiku, Gia Lai                              |  |
| 15:00              |                   | Chi tiết Chi tiết (VFF) | Tài Em 89'            | Sân vận động: Pleiku Trọng tài: Bùi Huy Tùng |  |

#### Vòng 8
| 16 tháng 3 năm 2003 | Đà Nẵng    | 1–0            | Hàng không Việt Nam | Hải Châu, Đà Nẵng      |  |
| 15:00               | Musisi 74' | Chi tiết (VFF) |                     | Sân vận động: Chi Lăng |  |

| 16 tháng 3 năm 2003 | Ngân hàng Đông Á | 0–0                     | Bình Định | Quận 10, TP.HCM          |  |
| 15:00               |                  | Chi tiết Chi tiết (VFF) |           | Sân vận động: Thống Nhất |  |

| 16 tháng 3 năm 2003 | Đồng Tháp                  | 2–3                     | Hoàng Anh Gia Lai                    | Cao Lãnh, Đồng Tháp    |  |
| 15:00               | Thanh Bình 6' · Yevgen 61' | Chi tiết Chi tiết (VFF) | Việt Thắng 63', 90+2' · Minh Hải 87' | Sân vận động: Cao Lãnh |  |

| 16 tháng 3 năm 2003 | Sông Lam Nghệ An                | 3–0            | Thể Công | Vinh, Nghệ An      |  |
| 15:00               | Văn Quyến 10' · Julien 40', 50' | Chi tiết (VFF) |          | Sân vận động: Vinh |  |

| 16 tháng 3 năm 2003 | LG-ACB | 0–1      | Gạch Đồng Tâm Long An | Đống Đa, Hà Nội      |  |
| 17:00               |        | Chi tiết | Xuân Thiện 65'        | Sân vận động: Hà Nội |  |

| 16 tháng 3 năm 2003 | Nam Định | 0–0                     | Cảng Sài Gòn | Thành phố Nam Định, Nam Định                 |  |
| 15:00               |          | Chi tiết Chi tiết (VFF) |              | Sân vận động: Chùa Cuối Trọng tài: Lê Văn Tú |  |

#### Vòng 9
| 23 tháng 3 năm 2003 | Cảng Sài Gòn | 1–1                     | Thể Công     | Quận 10, TP.HCM                                     |  |
| 15:30               | Văn Lợi 45'  | Chi tiết Chi tiết (VFF) | Anh Tuấn 31' | Sân vận động: Thống Nhất Trọng tài: Trần Khánh Hưng |  |

| 23 tháng 3 năm 2003 | Gạch Đồng Tâm Long An | 1–1            | Hàng không Việt Nam | Tân An, Long An                                |  |
| 15:30               | Bảo Tâm 59'           | Chi tiết (VFF) | Tuấn Thành 77'      | Sân vận động: Long An Trọng tài: Lê Thanh Bình |  |

| 23 tháng 3 năm 2003 | Nam Định                       | 1–0            | Bình Định | Thành phố Nam Định, Nam Định |  |
| 15:00               | Sunday 67' · Duy Hoàng 40' 83' | Chi tiết (VFF) | Pipat 83' | Sân vận động: Chùa Cuối      |  |

| 23 tháng 3 năm 2003 | LG-ACB                          | 3–2      | Hoàng Anh Gia Lai          | Đống Đa, Hà Nội      |  |
| 17:00               | Thanh Thế 17' · Karoly 37', 62' | Chi tiết | Văn Đàn 31' · Minh Hải 75' | Sân vận động: Hà Nội |  |

| 23 tháng 3 năm 2003 | Đà Nẵng                     | 1–0                     | Ngân hàng Đông Á | Pleiku, Gia Lai                        |  |
| 17:00               | Bảo Hùng 57' · Anh Tuấn 75' | Chi tiết Chi tiết (VFF) | Ngọc Thọ 85'     | Sân vận động: Pleiku Trọng tài: 10.000 |  |

| 23 tháng 3 năm 2003 | Sông Lam Nghệ An           | 2–0            | Đồng Tháp | Vinh, Nghệ An                               |  |
| 15:00               | Văn Quyến 30' · Julien 49' | Chi tiết (VFF) |           | Sân vận động: Vinh Trọng tài: Đặng Thanh Hạ |  |

#### Vòng 10
| 29 tháng 3 năm 2003 | Hàng không Việt Nam | 0–2                     | Sông Lam Nghệ An                | Đống Đa, Hà Nội      |  |
| 17:00               |                     | Chi tiết Chi tiết (VFF) | Julien 55' · Thanh Thưởng 90+2' | Sân vận động: Hà Nội |  |

| 30 tháng 3 năm 2003 | Hoàng Anh Gia Lai                        | 3–3                     | Ngân hàng Đông Á              | Pleiku, Gia Lai      |  |
| 15:30               | Phi Hùng 16', 65' (ph.đ.) · Minh Hải 58' | Chi tiết Chi tiết (VFF) | Abbey 10', 51' · Gonzalez 75' | Sân vận động: Pleiku |  |

| 30 tháng 3 năm 2003 | Bình Định | 0–2                     | Đồng Tháp                           | Quy Nhơn, Bình Định    |  |
| 15:30               |           | Chi tiết Chi tiết (VFF) | Diachenko 47' · Văn Dũng 81' (l.n.) | Sân vận động: Quy Nhơn |  |

| 30 tháng 3 năm 2003 | Thể Công                           | 3–1                     | Đà Nẵng     | Đống Đa, Hà Nội      |  |
| 15:30               | Phương Nam 45', 70' · Tuấn Phi 80' | Chi tiết Chi tiết (VFF) | Anh Tài 86' | Sân vận động: Hà Nội |  |

| 30 tháng 3 năm 2003 | Cảng Sài Gòn                              | 3–2                     | LG-ACB            | Quận 10, TP.HCM          |  |
| 15:30               | Văn Lợi 22' · Ngọc Thanh 34' · Eduara 68' | Chi tiết Chi tiết (VFF) | Phúc Lâm 50', 65' | Sân vận động: Thống Nhất |  |

| 30 tháng 3 năm 2003 | Gạch Đồng Tâm Long An                  | 4–0                     | Nam Định | Tân An, Long An       |  |
| 15:30               | Thanh Xuân 28', 70', 90' · Martins 60' | Chi tiết Chi tiết (VFF) |          | Sân vận động: Long An |  |

#### Vòng 11
| 5 tháng 4 năm 2003 | Thể Công                       | 2–0            | Gạch Đồng Tâm Long An | Đống Đa, Hà Nội      |  |
| 17:00              | Phương Nam 11' · Đức Thắng 89' | Chi tiết (VFF) |                       | Sân vận động: Hà Nội |  |

| 6 tháng 4 năm 2003 | Hàng không Việt Nam                | 3–2            | Cảng Sài Gòn                  | Đống Đa, Hà Nội      |  |
| 17:00              | Sỹ Cường 37' · Huỳnh Điệp 39', 76' | Chi tiết (VFF) | Ngọc Thanh 19' · Hồng Sơn 60' | Sân vận động: Hà Nội |  |

| 6 tháng 4 năm 2003 | Bình Định                   | 2–1                     | LG-ACB        | Quy Nhơn, Bình Định    |  |
| 15:30              | Sandro 50' · Khoa Thanh 62' | Chi tiết Chi tiết (VFF) | Danh Minh 61' | Sân vận động: Quy Nhơn |  |

| 6 tháng 4 năm 2003 | Hoàng Anh Gia Lai   | 2–1            | Nam Định     | Pleiku, Gia Lai      |  |
| 15:00              | Việt Thắng 29', 54' | Chi tiết (VFF) | Achilefu 45' | Sân vận động: Pleiku |  |

| 6 tháng 4 năm 2003 | Ngân hàng Đông Á               | 2–0                     | Sông Lam Nghệ An | Quận 10, TP.HCM          |  |
| 15:00              | Huỳnh Đức 14' · Hoàng Hùng 36' | Chi tiết Chi tiết (VFF) |                  | Sân vận động: Thống Nhất |  |

| 6 tháng 4 năm 2003 | Đồng Tháp   | 1–0            | Đà Nẵng | Cao Lãnh, Đồng Tháp    |  |
| 15:00              | Balenko 16' | Chi tiết (VFF) |         | Sân vận động: Cao Lãnh |  |

#### Vòng 12
| 19 tháng 4 năm 2003 | LG-ACB | 0–0 | Hàng không Việt Nam | Đống Đa, Hà Nội      |  |
| 17:00               |        |     |                     | Sân vận động: Hà Nội |  |

| 20 tháng 4 năm 2003 | Bình Định          | 0–0      | Đà Nẵng | Quy Nhơn, Bình Định                           |  |
|                     | Khoa Thanh 62', ?' | Chi tiết |         | Sân vận động: Quy Nhơn Trọng tài: Võ Minh Trí |  |

| 20 tháng 4 năm 2003 | Sông Lam Nghệ An | 0–0      | Hoàng Anh Gia Lai | Vinh, Nghệ An      |  |
|                     |                  | Chi tiết |                   | Sân vận động: Vinh |  |

| 20 tháng 4 năm 2003 | Ngân hàng Đông Á | 1–0      | Cảng Sài Gòn | Quận 10, TP.HCM          |  |
|                     | Ngọc Đức         | Chi tiết |              | Sân vận động: Thống Nhất |  |

| 20 tháng 4 năm 2003 | Gạch Đồng Tâm Long An        | 2–0      | Đồng Tháp | Tân An, Long An       |  |
|                     | Martins 60' · Thanh Xuân 73' | Chi tiết |           | Sân vận động: Long An |  |

| 20 tháng 4 năm 2003 | Thể Công | 0–0      | Nam Định | Đống Đa, Hà Nội      |  |
| 17:00               |          | Chi tiết |          | Sân vận động: Hà Nội |  |

#### Vòng 15
| 9 tháng 5 năm 2003 | Thể Công                      | 2–0      | Bình Định | Đống Đa, Hà Nội      |  |
| 17:00              | Việt Hoàng 60' · Hồng Sơn 80' | Chi tiết |           | Sân vận động: Hà Nội |  |

| 9 tháng 5 năm 2003 | Đà Nẵng                                  | 4–1      | Cảng Sài Gòn        | Hải Châu, Đà Nẵng      |  |
| 17:00              | Anh Tuấn 12', 45' · Quốc Lâm · Hà Xá 87' | Chi tiết | Quan Huy 39' (p.đ.) | Sân vận động: Chi Lăng |  |

#### Vòng 16
| 13 tháng 5 năm 2003 | Sông Lam Nghệ An | 0–0      | Cảng Sài Gòn | Vinh, Nghệ An      |  |
| 15:00               |                  | Chi tiết |              | Sân vận động: Vinh |  |

| 13 tháng 5 năm 2003 | Hàng không Việt Nam | 0–1      | Bình Định     | Đống Đa, Hà Nội      |  |
| 17:00               |                     | Chi tiết | Minh Mính 86' | Sân vận động: Hà Nội |  |

| 14 tháng 5 năm 2003 | Ngân hàng Đông Á | 0–0      | Nam Định      | Quận 10, TP.HCM                                |  |
| 15:00               |                  | Chi tiết | Văn Nhiên 22' | Sân vận động: Thống Nhất Trọng tài: Lê Quốc Ân |  |

| 14 tháng 5 năm 2003 | Đồng Tháp                          | 2–1      | LG-ACB    | Cao Lãnh, Đồng Tháp    |  |
| 15:00               | Duy Quang 2' · Gnatenko 56' (p.đ.) | Chi tiết | Lajos 67' | Sân vận động: Cao Lãnh |  |

| 14 tháng 5 năm 2003 | Đà Nẵng | 0–0      | Gạch Đồng Tâm Long An | Hải Châu, Đà Nẵng                            |  |
| 17:00               |         | Chi tiết |                       | Sân vận động: Chi Lăng Lượng khán giả: 8.000 |  |

| 14 tháng 5 năm 2003 | Thể Công              | 1–2      | Hoàng Anh Gia Lai             | Đống Đa, Hà Nội      |  |
| 17:00               | Quốc Trung 82' (p.đ.) | Chi tiết | Quốc Vượng 68' · Minh Hải 72' | Sân vận động: Hà Nội |  |

#### Vòng 21
| 15 tháng 6 năm 2003 | Sông Lam Nghệ An | 0–0      | Hàng không Việt Nam | Vinh, Nghệ An      |  |
| 15:30               |                  | Chi tiết |                     | Sân vận động: Vinh |  |

| 15 tháng 6 năm 2003 | Ngân hàng Đông Á | 0–0      | Hoàng Anh Gia Lai | Quận 10, TP.HCM          |  |
| 15:30               |                  | Chi tiết |                   | Sân vận động: Thống Nhất |  |

| 15 tháng 6 năm 2003 | Đồng Tháp    | 1–2      | Bình Định              | Cao Lãnh, Đồng Tháp    |  |
| 15:30               | Gnatenko 16' | Chi tiết | Pipat 11' · Issawa 32' | Sân vận động: Cao Lãnh |  |

| 15 tháng 6 năm 2003 | Đà Nẵng       | 3–2      | Thể Công       | Hải Châu, Đà Nẵng      |  |
| 15:30               | Hùng Dũng 75' | Chi tiết | Phương Nam 44' | Sân vận động: Chi Lăng |  |

| 15 tháng 6 năm 2003 | LG-ACB                           | 3–2      | Cảng Sài Gòn       | Đống Đa, Hà Nội      |  |
| 15:30               | Istvan 38' · Mạnh Cường 51', 53' | Chi tiết | Thanh Sơn 67', 76' | Sân vận động: Hà Nội |  |

| 15 tháng 6 năm 2003 | Nam Định            | 1–0      | Gạch Đồng Tâm Long An | Thành phố Nam Định, Nam Định |  |
| 15:30               | Achilefu 81' (p.đ.) | Chi tiết |                       | Sân vận động: Chùa Cuối      |  |

#### Vòng 22
| 22 tháng 6 năm 2003 | Gạch Đồng Tâm Long An                                             | 6–2      | Thể Công            | Tân An, Long An       |  |
| 15:30               | Tài Em 15' · Robson 22', 47', 90' · Anh Tuấn 50' · Thanh Xuân 82' | Chi tiết | Phương Nam 61', 64' | Sân vận động: Long An |  |

| 22 tháng 6 năm 2003 | Cảng Sài Gòn  | 1–4      | Hàng không Việt Nam                                                              | Quận 10, TP.HCM          |  |
| 15:30               | Thanh Sơn 70' | Chi tiết | Thanh Sang 7' · Huỳnh Điệp 24' · Sỹ Cường 60' · Trung Phong 79' · Vyacheslav 27' | Sân vận động: Thống Nhất |  |

| 22 tháng 6 năm 2003 | LG-ACB         | 1–4      | Bình Định                                       | Đống Đa, Hà Nội      |  |
| 15:30               | Mạnh Cường 88' | Chi tiết | Pipat 17', 78' · Khoa Thanh 26' · Minh Mính 39' | Sân vận động: Hà Nội |  |

| 22 tháng 6 năm 2003 | Nam Định                          | 3–2      | Hoàng Anh Gia Lai           | Thành phố Nam Định, Nam Định                                          |  |
| 15:30               | Achilefu 58', 68' · Văn Nhiên 73' | Chi tiết | Kiatisak 24' · Minh Hải 90' | Sân vận động: Chùa Cuối Lượng khán giả: 38.000 Trọng tài: Võ Minh Trí |  |

| 22 tháng 6 năm 2003 | Sông Lam Nghệ An              | 2–0      | Ngân hàng Đông Á | Vinh, Nghệ An      |  |
| 15:30               | Tân Thịnh 34' · Công Mạnh 67' | Chi tiết |                  | Sân vận động: Vinh |  |

| 22 tháng 6 năm 2003 | Đà Nẵng                         | 3–2      | Đồng Tháp                     | Hải Châu, Đà Nẵng      |  |
| 15:30               | Amiro 4', 36' · Quang Cường 54' | Chi tiết | Văn Nghĩa 28' · Oleksandr 42' | Sân vận động: Chi Lăng |  |

## Thống kê giải đấu

### Theo câu lạc bộ
| Xếp hạng                     | Câu lạc bộ                                                               | Số lượng |
| ---------------------------- | ------------------------------------------------------------------------ | -------- |
| CLB thắng nhiều nhất         | Hoàng Anh Gia Lai                                                        | 12 trận  |
| CLB thắng ít nhất            | LG ACB Hà Nội                                                            | 2 trận   |
| CLB hoà nhiều nhất           | Hoàng Anh Gia Lai, Gạch Đồng Tâm Long An, Ngân hàng Đông Á, Cảng Sài Gòn | 7 trận   |
| CLB hoà ít nhất              | Đà Nẵng                                                                  | 3 trận   |
| CLB thua nhiều nhất          | LG ACB Hà Nội                                                            | 15 trận  |
| CLB thua ít nhất             | Hoàng Anh Gia Lai                                                        | 3 trận   |
| Chuỗi thắng dài nhất         |                                                                          |          |
| Chuỗi bất bại dài nhất       |                                                                          |          |
| Chuỗi không thắng dài nhất   |                                                                          |          |
| Chuỗi thua dài nhất          |                                                                          |          |
| CLB ghi nhiều bàn thắng nhất | Hoàng Anh Gia Lai                                                        | 41 bàn   |
| CLB ghi ít bàn thắng nhất    | Nam Định                                                                 | 21 bàn   |
| CLB lọt lưới nhiều nhất      | LG ACB Hà Nội                                                            | 49 bàn   |
| CLB lọt lưới ít nhất         | Sông Lam Nghệ An                                                         | 16 bàn   |
| CLB nhận thẻ vàng nhiều nhất | Ngân hàng Đông Á                                                         | 53 thẻ   |
| CLB nhận thẻ vàng ít nhất    |                                                                          |          |
| CLB nhận thẻ đỏ nhiều nhất   | Hàng không Việt Nam                                                      | 6 thẻ    |
| CLB nhận thẻ đỏ ít nhất      |                                                                          | 0 thẻ    |

### Theo cầu thủ

#### Cầu thủ ghi bàn hàng đầu
Dưới đây là danh sách cầu thủ ghi bàn của giải đấu. Đã có 323 bàn thắng ghi được trong 132 trận đấu, trung bình 2.45 bàn thắng mỗi trận đấu.

| Xếp hạng | Cầu thủ                 | Câu lạc bộ            | Số bàn thắng |
| -------- | ----------------------- | --------------------- | ------------ |
| 1        | Emeka Achilefu          | Nam Định              | 14           |
| 2        | Pipat Thonkanya         | Bình Định             | 12           |
| 3        | Phạm Văn Quyến          | Sông Lam Nghệ An      | 9            |
| 3        | Lê Thanh Xuân           | Gạch Đồng Tâm Long An | 9            |
| 3        | Kiatisuk Senamuang      | Hoàng Anh Gia Lai     | 9            |
| 4        | Julien Nsengiyumva      | Sông Lam Nghệ An      | 8            |
| 4        | Diachenko Yevgen        | Đồng Tháp             | 8            |
| 4        | Đặng Phương Nam         | Thể Công              | 8            |
| 5        | Nguyễn Minh Hải         | Hoàng Anh Gia Lai     | 7            |
| 6        | Hoàng Phúc Lâm          | LG ACB Hà Nội         | 6            |
| 6        | Nguyễn Phi Hùng         | Hoàng Anh Gia Lai     | 6            |
| 6        | Robson Siveira          | Gạch Đồng Tâm Long An | 6            |
| 6        | Trương Huỳnh Điệp       | Hàng không Việt Nam   | 6            |
| 6        | Nuro Amiro              | Đà Nẵng               | 6            |
| 7        | Lê Huỳnh Đức            | Ngân hàng Đông Á      | 5            |
| 7        | Huỳnh Hồng Sơn          | Cảng Sài Gòn          | 5            |
| 7        | Vũ Minh Hiếu            | Hàng không Việt Nam   | 5            |
| 7        | Ronald Martin Katsigazi | Gạch Đồng Tâm Long An | 5            |
| 7        | Trần Đoàn Khoa Thanh    | Bình Định             | 5            |
| 8        | Musisi Majid Mukiibi    | Đà Nẵng               | 4            |
| 8        | Hồ Văn Lợi              | Cảng Sài Gòn          | 4            |
| 8        | Nguyễn Ngọc Thanh       | Cảng Sài Gòn          | 4            |
| 8        | Nguyễn Việt Thắng       | Hoàng Anh Gia Lai     | 4            |
| 8        | Lưu Tuấn Phi            | Thể Công              | 4            |
| 8        | Hoàng Hùng              | Ngân hàng Đông Á      | 4            |
| 8        | Lê Minh Mính            | Bình Định             | 4            |
| 9        | Nguyễn Bạch Thuận       | Gạch Đồng Tâm Long An | 3            |
| 9        | Trần Quan Huy           | Cảng Sài Gòn          | 3            |
| 9        | Nguyễn Thanh Sơn        | Cảng Sài Gòn          | 3            |
| 9        | Nguyễn Ngọc Thọ         | Ngân hàng Đông Á      | 3            |
| 9        | Ebenezer Abbey          | Ngân hàng Đông Á      | 3            |
| 9        | Nguyễn Ngọc Anh Tuấn    | Đà Nẵng               | 3            |
| 9        | Nguyễn Đức Thắng        | Thể Công              | 3            |
| 9        | Phan Thanh Bình         | Đồng Tháp             | 3            |
| 9        | Nguyễn Văn Hùng         | Đồng Tháp             | 3            |
| 9        | Gnatenko Oleksandr      | Đồng Tháp             | 3            |
| 9        | Takacs Lajos            | LG ACB Hà Nội         | 3            |
| 9        | Vũ Mạnh Cường           | LG ACB Hà Nội         | 3            |
| 9        | Dusit Chalermsan        | Hoàng Anh Gia Lai     | 3            |
| 9        | Vũ Thanh Sơn            | Hàng không Việt Nam   | 3            |
| 9        | Hoàng Trung Phong       | Hàng không Việt Nam   | 3            |
| 10       | Lê Nguyễn Quốc Bảo Tâm  | Gạch Đồng Tâm Long An | 2            |
| 10       | Nguyễn Xuân Thiện       | Gạch Đồng Tâm Long An | 2            |
| 10       | Phạm Đăng Thi           | Gạch Đồng Tâm Long An | 2            |
| 10       | Phan Văn Tài Em         | Gạch Đồng Tâm Long An | 2            |
| 10       | Đoàn Bạch Bảo Hùng      | Đà Nẵng               | 2            |
| 10       | Fred Tamale             | Đà Nẵng               | 2            |
| 10       | Kovacsics Karoly        | LG ACB Hà Nội         | 2            |
| 10       | Nguyễn Xuân Thành       | LG ACB Hà Nội         | 2            |
| 10       | Alfredo Gonzalez        | Ngân hàng Đông Á      | 2            |
| 10       | Nguyễn Ngọc Thanh       | Ngân hàng Đông Á      | 2            |
| 10       | Sakhnevich Eduard       | Cảng Sài Gòn          | 2            |
| 10       | Sandro Nogueira         | Bình Định             | 2            |
| 10       | Nguyễn Văn Đàn          | Hoàng Anh Gia Lai     | 2            |
| 10       | Lê Quốc Vượng           | Hoàng Anh Gia Lai     | 2            |
| 10       | Sakda Joemdee           | Hoàng Anh Gia Lai     | 2            |
| 10       | Lương Trung Tuấn        | Hoàng Anh Gia Lai     | 2            |
| 10       | Thạch Bảo Khanh         | Thể Công              | 2            |
| 10       | Đặng Thanh Phương       | Thể Công              | 2            |
| 10       | Trương Việt Hoàng       | Thể Công              | 2            |
| 10       | Nguyễn Quốc Trung       | Thể Công              | 2            |
| 10       | Nguyễn Hồng Sơn         | Thể Công              | 2            |
| 10       | Trần Trọng Lộc          | Nam Định              | 2            |
| 10       | Abdul Wasiu Saliu       | Nam Định              | 2            |
| 10       | Hồ Thanh Thưởng         | Sông Lam Nghệ An      | 2            |
| 10       | Ngô Quang Trường        | Sông Lam Nghệ An      | 2            |
| 10       | Balenko Oleksandr       | Đồng Tháp             | 2            |
| 10       | Trần Duy Quang          | Đồng Tháp             | 2            |
| 10       | Nguyễn Văn Nghĩa        | Đồng Tháp             | 2            |
| 10       | Cao Sỹ Cường            | Hàng không Việt Nam   | 2            |
| 11       | Fabio dos Santos        | Gạch Đồng Tâm Long An | 1            |
| 11       | A. Junior               | Gạch Đồng Tâm Long An | 1            |
| 11       | Phan Anh Tuấn           | Gạch Đồng Tâm Long An | 1            |
| 11       | Trịnh Quốc Hưng         | Hàng không Việt Nam   | 1            |
| 11       | Lưu Thanh Châu          | Hàng không Việt Nam   | 1            |
| 11       | Nguyễn Tuấn Thành       | Hàng không Việt Nam   | 1            |
| 11       | Nguyễn Thanh Sang       | Hàng không Việt Nam   | 1            |
| 11       | Anthony Kankam          | Ngân hàng Đông Á      | 1            |
| 11       | Hứa Hiền VInh           | Ngân hàng Đông Á      | 1            |
| 11       | Nguyễn Lâm Tấn          | Sông Lam Nghệ An      | 1            |
| 11       | Văn Sỹ Thủy             | Sông Lam Nghệ An      | 1            |
| 11       | Nguyễn Tân Thịnh        | Sông Lam Nghệ An      | 1            |
| 11       | Nguyễn Công Mạnh        | Sông Lam Nghệ An      | 1            |
| 11       | Lulenti Kyeyune         | Đà Nẵng               | 1            |
| 11       | Nguyễn Anh Tài          | Đà Nẵng               | 1            |
| 11       | Nguyễn Quốc Lâm         | Đà Nẵng               | 1            |
| 11       | Hà Xá                   | Đà Nẵng               | 1            |
| 11       | Mariusz Wysocki         | Đà Nẵng               | 1            |
| 11       | Phạm Hùng Dũng          | Đà Nẵng               | 1            |
| 11       | Lê Quang Cường          | Đà Nẵng               | 1            |
| 11       | Trương Văn Tâm          | Bình Định             | 1            |
| 11       | Lê Thanh Phong          | Bình Định             | 1            |
| 11       | Nguyễn Thành Lợi        | Bình Định             | 1            |
| 11       | Issawa Singthong        | Bình Định             | 1            |
| 11       | Văn Sỹ Hùng             | Hoàng Anh Gia Lai     | 1            |
| 11       | Nguyễn Hữu Đang         | Hoàng Anh Gia Lai     | 1            |
| 11       | Chu Ngọc Cảnh           | Hoàng Anh Gia Lai     | 1            |
| 11       | Phạm Minh Đức           | Hoàng Anh Gia Lai     | 1            |
| 11       | Nguyễn Hải Nam          | LG ACB Hà Nội         | 1            |
| 11       | Nguyễn Anh Tuấn         | LG ACB Hà Nội         | 1            |
| 11       | Nguyễn Thanh Thế        | LG ACB Hà Nội         | 1            |
| 11       | Lưu Danh Minh           | LG ACB Hà Nội         | 1            |
| 11       | Lazar Matyas            | LG ACB Hà Nội         | 1            |
| 11       | Teger Istvan            | LG ACB Hà Nội         | 1            |
| 11       | Nguyễn Văn Ngân         | Đồng Tháp             | 1            |
| 11       | Đoàn Hoàng Sơn          | Đồng Tháp             | 1            |
| 11       | Ngô Công Nhậm           | Đồng Tháp             | 1            |
| 11       | Dương Quốc Khánh        | Đồng Tháp             | 1            |
| 11       | Trần Anh Tuấn           | Thể Công              | 1            |
| 11       | Triệu Quang Hà          | Thể Công              | 1            |
| 11       | Sunday Samuel Ilevbare  | Nam Định              | 1            |
| 11       | Phùng Văn Nhiên         | Nam Định              | 1            |
| 11       | Nguyễn Ngọc Đức         | Cảng Sài Gòn          | 1            |
| 11       | Bùi Xuân Thuỷ           | Cảng Sài Gòn          | 1            |
| 11       | Võ Phương Hải           | Cảng Sài Gòn          | 1            |
| 11       | Bakare Adewunmi Ganiyu  | Cảng Sài Gòn          | 1            |
| 11       | A.abudula Tef Seriki    | Cảng Sài Gòn          | 1            |

#### Bàn phản lưới nhà
| Cầu thủ         | Câu lạc bộ   | Đối thủ          | Số bàn |
| --------------- | ------------ | ---------------- | ------ |
| Trần Thanh Nhạc | Đồng Tháp    | Ngân hàng Đông Á | 1      |
| Nguyễn Văn Hùng | Đồng Tháp    | Thể Công         | 1      |
| Cao Văn Dũng    | Bình Định    | Đồng Tháp        | 1      |
| Lê Minh Nhuận   | Cảng Sài Gòn | Nam Định         | 1      |

#### Ghi hat-trick
Những cầu thủ sau đây đã ghi được hat-trick trong suốt giải đấu và được nhận phần thưởng 5 triệu đồng từ ban tổ chức của tháng tương ứng.
| Cầu thủ         | Câu lạc bộ            | Đối thủ       | Kết quả | Ngày                |
| --------------- | --------------------- | ------------- | ------- | ------------------- |
| Pipat Thonkanya | Bình Định             | Thể Công      | 4–0 (H) | 21 tháng 2 năm 2003 |
| Lê Thanh Xuân   | Gạch Đồng Tâm Long An | Nam Định      | 4–0 (H) | 30 tháng 3 năm 2003 |
| Nuro Amiro      | Đà Nẵng               | LG ACB Hà Nội | 4–1 (H) | 25 tháng 5 năm 2003 |
| Robson Siveira  | Gạch Đồng Tâm Long An | Thể Công      | 6–2 (H) | 22 tháng 6 năm 2003 |

## Tổng số khán giả
| Vòng đấu  | Tổng cộng | Trung bình |
| --------- | --------- | ---------- |
| Vòng 1    | 50.000    |            |
| Vòng 2    | 46.000    |            |
| Vòng 3    |           |            |
| Vòng 4    |           |            |
| Vòng 5    |           |            |
| Vòng 6    |           |            |
| Vòng 7    | 52.500    |            |
| Vòng 8    |           |            |
| Vòng 9    | 40.600    |            |
| Vòng 10   | 41.000    |            |
| Vòng 11   | 46.000    |            |
| Vòng 12   | 61.000    |            |
| Vòng 13   |           |            |
| Vòng 14   |           |            |
| Vòng 15   | 35.000    |            |
| Vòng 16   |           |            |
| Vòng 17   |           |            |
| Vòng 18   | 41.000    |            |
| Vòng 19   | 40.000    |            |
| Vòng 20   | 41.000    |            |
| Vòng 21   | 41.000    |            |
| Vòng 22   | 44.000    |            |
| Tổng cộng | 959.100   |            |

## Các giải thưởng

### Giải thưởng tháng
| Tháng   | Cầu thủ trẻ xuất sắc nhất tháng         | Đội ghi nhiều bàn thắng nhất tháng        | TK     |
| ------- | --------------------------------------- | ----------------------------------------- | ------ |
| Tháng 1 | Phạm Văn Quyến (Sông Lam Nghệ An)       | Ngân hàng Đông Á                          | [ 15 ] |
| Tháng 2 | Phạm Văn Quyến (Sông Lam Nghệ An)       | Hoàng Anh Gia Lai                         | [ 16 ] |
| Tháng 3 | Phạm Văn Quyến (Sông Lam Nghệ An)       | Gạch Đồng Tâm Long An và Sông Lam Nghệ An | [ 17 ] |
| Tháng 4 | Trần Đoàn Khoa Thanh (Bình Định)        | Bình Định                                 | [ 18 ] |
| Tháng 5 | Lê Quốc Vượng (Hoàng Anh Gia Lai)       | Hoàng Anh Gia Lai                         | [ 19 ] |
| Tháng 6 | Phan Văn Tài Em (Gạch Đồng Tâm Long An) | Gạch Đồng Tâm Long An                     | [ 20 ] |

### Giải thưởng chung cuộc
- Vô địch: Hoàng Anh Gia Lai
- Á quân: Gạch Đồng Tâm Long An
- Hạng ba: Nam Định
- Vua phá lưới:  Emeka Achilefu (Nam Định) - 14 bàn
- Bàn thắng nhanh nhất giải (10 triệu đồng):[4] Trần Duy Quang (Đồng Tháp) ghi bàn ở 1 phút 38 giây trong trận thắng LG ACB Hà Nội 2-1 ở vòng 16.[21]

| Giải bóng đá Vô địch Quốc gia chuyên nghiệp 2003 Nhà vô địch |
| ------------------------------------------------------------ |
| Hoàng Anh Gia Lai Lần thứ nhất                               |